# Hot Bird
Pour les articles homonymes, voir BIRD.

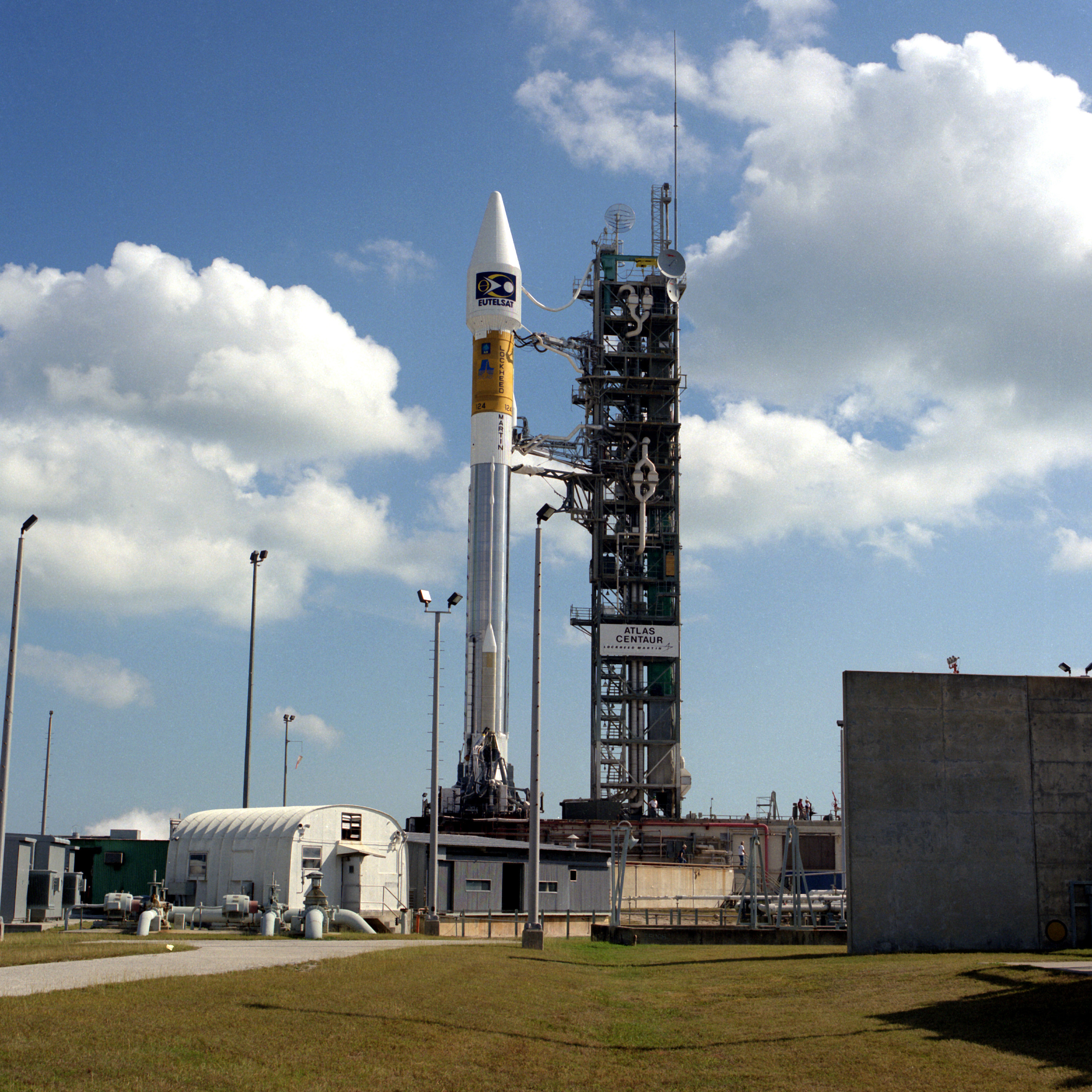
Fusée Atlas IIA avec Hot Bird 2

Hot Bird est le principal réseau de satellites de télédiffusion et radiodiffusion européen, avec plus de 1200 chaînes de télévision. Il est géré par la société Eutelsat et couvre plus de 160 millions de foyers. La constellation positionnée à 13° Est se compose en 2024 de trois satellites émettant des programmes en numérique : Hot Bird 10 (en) (Eutelsat 33E) , Hot Bird 13F (en) et Hot Bird 13G (en).

## Zone de diffusion
Le faisceau large couvre toute l'Europe, le bassin méditerranéen, le Maghreb, l'Asie Mineure, le Proche-Orient et le Moyen-Orient jusqu'au Pakistan. Hot Bird se veut un réseau satellite incontournable, compte tenu de sa couverture de diffusion intercontinentale et du nombre de foyers qui ont une antenne parabolique pointée vers cette position orbitale, recevant les services diffusés à partir d'Hot Bird.

## Services
Les satellites Hot Bird positionnés à 13° Est ont été choisis dans de nombreux pays pour diffuser des programmes gratuits ou payants (chaînes nationales et/ou thématiques, bouquets spécialisés...). Pour la France, il s'agit des bouquets Orange TV et BIS Télévisions qui diffusent l'intégralité des chaînes de la TNT (de manière cryptée). L'ancien bouquet TPS a cessé ses émissions. Seules quelques chaînes françaises de la TNT émettent en clair : Arte en version HD et SD et BFM TV. On retrouve également deux déclinaisons de TV5 Monde (France Belgique Suisse et Europe), les chaînes d'information en continu France 24 et Euronews ainsi qu'une chaîne régionale : 8 Mont-Blanc (Savoie). De nombreuses chaînes de télévision internationales émettent depuis cette position, parmi lesquelles BBC World News (en anglais), CNN (en anglais), Al Jazeera (en arabe) et Al Jazeera English (en anglais). 
De nombreux pays européens utilisent Hot Bird pour diffuser chaînes de télévision et stations de radio. L'Italie diffuse ses chaînes publiques (Rai 1, Rai 2, Rai 3, satellites...) et privées (Rete 4, Canale 5, Italia 1). Les RAI sont en clair, à l'exception de certains films et retransmissions sportives, cryptés pour des raisons de droits. Hot Bird est également utilisé par le bouquet Sky Italia (crypté). Hot Bird diffuse en outre la chaîne de télévision nationale de la République de Saint-Marin (San Marino RTV) et la chaîne italo-vaticane Telepace (en). 
La Suisse utilise trois répéteurs (10971 H, 11526 H et 12399 H) pour diffuser l'ensemble de ses chaînes de télévision : RTS Un, RTS Deux, RSI La 1, RSI La 2, SRF1, SRF Zwei, SRF Info ainsi que ses principales chaînes de radio. Cette diffusion est cependant réservée au public suisse qui doit acquérir une carte pour décrypter les chaînes de télévision. 
L'Allemagne diffuse ses deux principales chaînes publiques, Das Erste et ZDF, ainsi que la chaîne internationale DW-TV et les chaînes privées RTL Television et RTL ZWEI.
Belgique et Pays-Bas diffusent conjointement une chaîne publique néerlandophone, BVN, qui reprend les principales émissions de Één et Canvas (Belgique) et de Nederland 1 (Pays-Bas).
Le Portugal diffuse RTP Internacional (une version internationale de la chaîne de télévision publique RTP 1).
La Grèce diffuse la chaîne publique ERT World et Chypre la chaîne RIK Sat, version satellitaire de la chaîne publique RIK 1.
La Macédoine diffuse une déclinaison de sa chaîne de télévision publique baptisée MRT Sat, reprenant l'essentiel des programmes des deux chaînes nationales MRT 1 et MRT 2.
La Roumanie diffuse TVR International, version satellitaire de la chaîne publique TVR1, et la chaîne privée Pro TV.
La Turquie diffuse la chaîne de télévision publique TRT Türk et une chaîne spécialisée dans les documentaires, TRT Belgesel. 
La Pologne utilise Hotbird pour diffuser le bouquet crypté Cyfra +. Quelques chaînes sont diffusées gratuitement : TV Polonia (chaîne internationale publique) Tele 5 Polska, Polonia 1, EduSat, TVP Kultura, TVR, Viva Polska, TV Puls, ITV Polska, Czworka, etc.
La Russie diffuse en clair trois de ses chaînes publiques : Perviy Kanal (première chaîne russe), RTR Planeta (deuxième chaîne russe) et Rossiya 24 (information en continu) ainsi que la chaîne privée STS. D'autres pays d'ex-URSS sont représentés : Arménie (Arménie 1, Armenia TV, Shant TV), Bélarus (Belarus 24), Kazakhstan (Kazakh TV, TV 7)...
Le Monde arabe est également bien représenté avec l'ensemble des chaînes publiques marocaines (Al Aoula, 2M, Arryadia, Arrabiâ, Al Maghribiya, Assadissa, Tamazight TV), des chaînes algériennes (Canal Algérie, Algérie 3, Algérie 4, Algérie 5), tunisiennes (Télévision tunisienne 1, Hannibal TV), égyptiennes (Al Masriyah), soudanaises (Sudan TV), jordaniennes (Al Ordoniyah), koweïtiennes (Kuwait TV 1), irakiennes (Irak TV), saoudiennes (Saudi 1, Saudi 2...), qataries (Qatar Television, bouquet Al Jazeera) émiraties (Abu Dhabi Al Oula, Dubai TV...), omanaises (Oman TV) et yémenites (Yemen TV). Certains pays africains sont présentes sur Hot Bird, dont la Somalie (Somali National Television, Horn Cable TV, Somalisat et Somaliland National Television, chaîne du Somaliland), l'Érythrée (Eri-TV) et l'Éthiopie (ETV). 
L'Asie est représentée par plusieurs pays : Chine (CCTV-4, CCTV-9), Iran (Jame Jam 1, IRINN, Sahar TV), Afghanistan (Ariana TV), Thaïlande (Thai TV Global Network), Viêt Nam (VTV 4), Cambodge (TVK), Corée du Sud (Arirang TV), Sri Lanka (Sri TV, Siyapatha TV), Japon (NHK World)...
En plus de la télédiffusion et de la radiodiffusion, la flotte Hot Bird propose toute une série de services multimédias et de communication parmi lesquels, l'accès à Internet par satellite.
Le 5 mars 2024, RSF lance Svoboda, un bouquet de chaînes de télévision et de radio à destinations des populations russophones, pour apporter des médias indépendants. À terme, il s'agira de diffuser 25 canaux.

## Réception
La réception de Hot Bird est possible avec une antenne parabolique d'au moins 75 cm de diamètre dans toute l'Europe occidentale en faisceau étroit et avec un récepteur adapté (terminal numérique).

## Satellites
| Nom               | Lieu lancement | Lanceur                 | Emplacement actuel | Date de lancement | Statut  |
| ----------------- | -------------- | ----------------------- | ------------------ | ----------------- | ------- |
| Hot Bird 1        | Kourou         | Ariane-44LP H10+        | orbite cimetière   | 28 mars 1995      | Inactif |
| Hot Bird 2        | Cap Canaveral  | Atlas-2A                | orbite cimetière   | 21 novembre 1996  | Inactif |
| Hot Bird 3        | Kourou         | Ariane-44LP H10-3       | orbite cimetière   | 2 septembre 1997  | Inactif |
| Hot Bird 4        | Kourou         | Ariane-42P H10-3        | orbite cimetière   | 27 février 1998   | Inactif |
| Hot Bird 5        | Cap Canaveral  | Atlas-2A                | orbite cimetière   | 9 octobre 1998    | Inactif |
| Hot Bird 6        | Cap Canaveral  | Atlas-5(401)            | orbite cimetière   | 21 août 2002      | Inactif |
| Hot Bird 7 (en)   | Kourou         | Ariane-5ECA             | Échec au lancement | 13 décembre 2002  | Échec   |
| Hot Bird 7A       | Kourou         | Ariane-5ECA             | 13°Est             | 12 mars 2006      | Inactif |
| Hot Bird 8        | Baïkonour      | Proton-M Briz-M (Ph.1)  | 13°Est             | 4 août 2006       | Inactif |
| Hot Bird 9 (en)   | Kourou         | Ariane-5ECA             | 12.5°Ouest         | 20 décembre 2008  | Inactif |
| Hot Bird 10 (en)  | Kourou         | Ariane-5ECA             | 33°Est             | 12 février 2009   | Actif   |
| Hot Bird 13F (en) | Cap Canaveral  | Falcon-9 v1.2 (Block 5) | 13°Est             | 15 octobre 2022   | Actif   |
| Hot Bird 13G (en) | Cap Canaveral  | Falcon-9 v1.2 (Block 5) | 13°Est             | 3 novembre 2022   | Actif   |

En gras, satellite actif sur la position "Hot Bird"

### Satellites repositionnés
- Hot Bird 12 a été lancé en février 2009. Avant de rejoindre la position 17° Est, il fait une première mission d’expansion de ressources à la position 6° Ouest et a été renommé Atlantic Bird 5A.

- Le satellite Hot Bird 4 a été repositionné à 12° Est et renommé en Eurobird 16.

- Le satellite Hot Bird 5 a été repositionné à 25,7° Est et a été renommé en « Eurobird 29 ».

- À la suite de l'entrée en service d'Hot Bird 7A, Hot Bird 1 (en) a été désorbité en février 2007.

- À la suite de l'entrée en service d'Hot Bird 8, Hot Bird 3 était repositionné à 4,5° Est et renommé « Eurobird 4A ». Ensuite il a été repositionné à 78° est et renommé W75, avant d'être désorbité en 2011.

- À la suite d'une défaillance d'Hot Bird 2B, tous les services diffusées sur ce satellite ont été transférés sur Hot Bird 88 (nuit du 13 au 14 mars 2007).

- Depuis le 15 mai 2007, le satellite Hot Bird 2B était repositionné à 90° Est, et il a été renommé « Eurobird 90 ». Il a été désorbité depuis.